# Untermarkt (Görlitz)
Der Görlitzer Untermarkt ist der zentrale Platz in der Altstadt. Das Rathaus und damit auch der Großteil der Verwaltung haben schon seit jeher ihren Sitz auf diesem Platz. Der Platz ist durch die mittige Bebauung in einen nördlichen und einen südlichen Teil getrennt.

## Geschichte und Bebauung

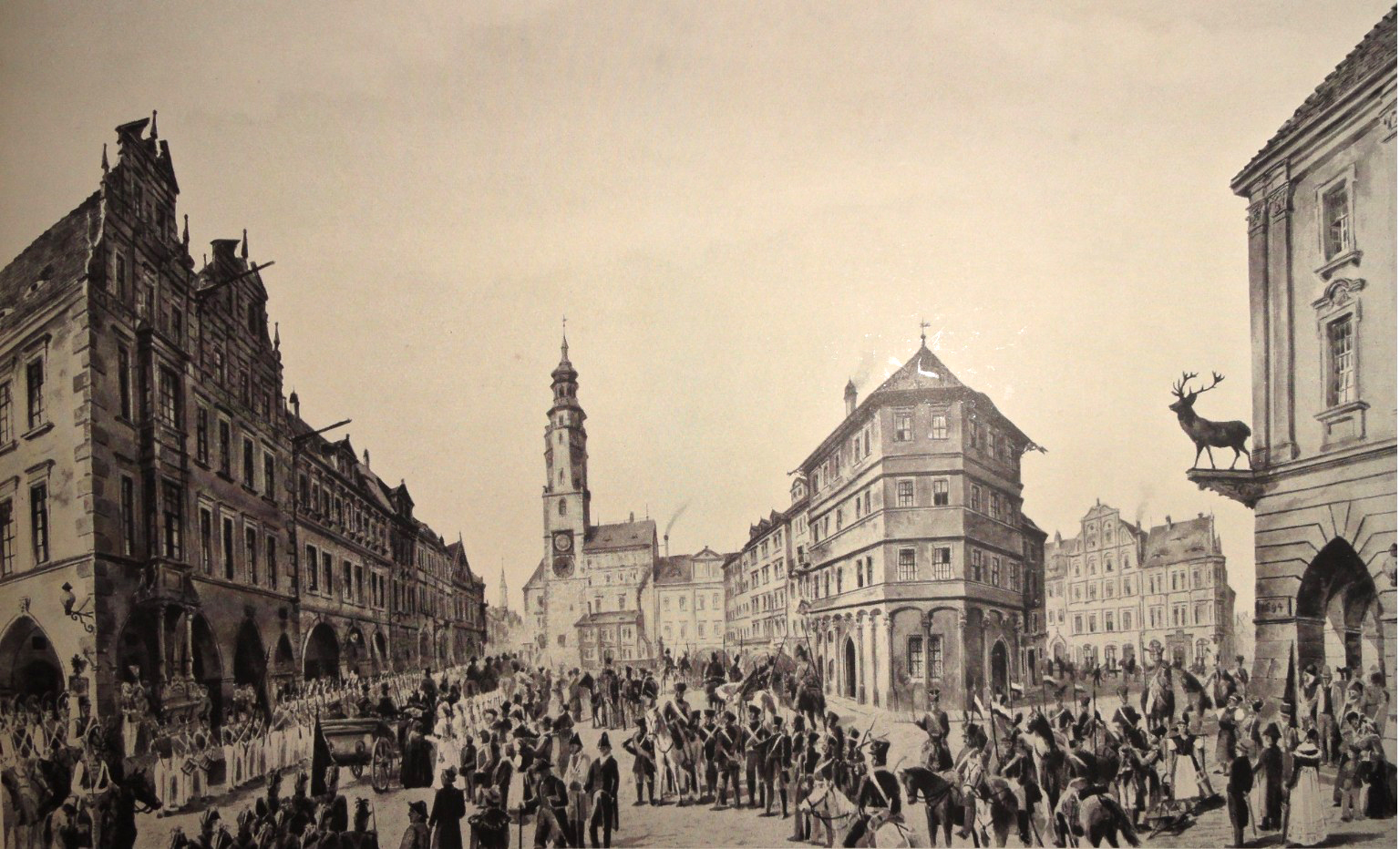
Empfang von König Friedrich Wilhelm III. bei seiner Ankunft in Görlitz am 23. April 1813

Die ursprüngliche, erstmals 1305 erwähnte Bezeichnung dieses Platzes ist schlicht Markt. Im Jahre 1403 taucht dann der Name Niedermarkt in den Archiven auf. Wohl aus dem Schlesischen stammte der Name Ring, der zwischen 1340 und ca. 1600 existierte. Der Teil nördlich der den Platz trennenden Zeile trug zeitweise auch die Bezeichnung Alter Markt, Fischmarkt oder Heringsmarkt.
Die verkaufenden Landleute standen hauptsächlich auf dem Nordteil des Platzes, dagegen die Handwerker auf dem Südteil. Erst 1864 zog der Wochenmarkt auf die Elisabethstraße.
Der Häuserblock inmitten des Platzes trägt den Namen Zeile oder auch Mittelzeil. Durch diesen Häuserblock führte ein Durchgang von Ost nach West; dieser existiert heute nicht mehr. Dieser Durchgang bot Zugang zu den südlichen Krämerläden. Später wurden die Häuser zur Südseite des Platzes geöffnet, denn die Reichkramer (auch Würz- und Seidenkramer) besaßen ihre Stände auf der Südseite.
Auf der Nordseite standen hingegen die Klein- (auch Pudritzkrämer genannt) und Spitzkrämer, Brot- und Schuhverkäufer sowie die Fisch- und Heringsbuden. Die Ratsapotheke befand sich ebenfalls auf dieser Seite an der Ecke Peterstraße. Der Name Pudritzkrämer entstand 1511 und rührte von der Bezeichnung des Standortes dieser Läden. Sie standen über den laubenartigen Bögen, auch Pudritze genannt, ungefähr am heutigen Standort der Börse. Diese Pudritze bestanden im Großteil aus Holz oder Fachwerk. Sie wichen 1706 einem neuen Verwaltungsgebäude, der Börse. Die Börse wurde auch als Neues Kaufhaus, Neues Haus oder Kommissionshaus bezeichnet. Hier hielten die Kaufleute ihre wöchentlichen Zusammenkünfte ab. 1714 wurden am Portal dieses Hauses die Wappen der vier Bürgermeister Nicius, Knorr von Rosenroth, Moller von Mollerstein und Pauli angebracht. Jedoch wurde mit dem Einzug der Milichschen Bibliothek 1784 das Portal wieder verändert. Zwischen 1822 und 1865 diente es als Gericht, später auch als Polizeigebäude. Heute befindet sich darin das Hotel Börse.
Am südöstlichen Eck der Zeile befindet sich die Waage. Sie wurde im Jahr 1600 von Jonas Roskopf, Sohn von Wendel Roskopf, auf gotischer Grundlage aus dem Jahre 1453 erbaut. Die Säulen im Erdgeschoss sind mit steinernen Köpfen gekrönt, unter ihnen Jonas Roskopf, der Maurermeister Elias Ebermann und der Waagemeister Andreas Wert. Bis 1823 war die Akzise in dem Haus untergebracht. Ebenso tagte dort der 1831 gegründete Gewerbeverein.
Das westliche Nachbarhaus der Waage ist im barocken Stil errichtet worden. Es stammt aus den Jahren um 1725, in denen das Haus auf vier Geschosse über dem Erdgeschoss erhöht wurde. Es wurde ein gegitterter Balkon angebaut, der sich auf fünf Kragsteinen abstützt. Den mittleren Kragstein ziert das Wappen des damaligen Besitzers P. Christian Hilliger aus Schneeberg.
Ab 1350 erwarb die Stadt Privathäuser, um ein Verwaltungsgebäude bzw. Rathaus zu errichten. Bis dahin lagerten wichtige Dokumente unter anderem in der Pfarrkirche St. Peter und Paul und wichtige Unterredungen oder Empfänge fanden in Privathäusern statt. Im Jahre 1369 wird das Rathaus erstmals erwähnt. Der Flügel an der Brüderstraße ist in Teilen wohl der älteste heute noch erhaltene Teil des Rathauses. In den Sommern 1409 und 1410 fanden zahlreiche Erneuerungsbauten statt: es wurde am Rathausturm und an dem Giebel oberhalb der Rathaustreppe gebaut. Um dem immer noch herrschenden Platzmangel Abhilfe zu schaffen, wurde 1450 das nördlich anstoßende Nachbarhaus gekauft und darin die Münze untergebracht. Es blieb in seinem dreigeschossigen Zustand erhalten. Schon 1530 wurde das nächste Nachbarhaus an der damaligen Ecke zur Langengasse aufgekauft. Jedoch musste die Stadt das Haus 1548 auf Grund der Finanznot, die der Oberlausitzer Pönfall 1547 herbeigeführt hatte, wieder veräußern. Nach einem erneuten Ankauf durch die Stadt 1621 wurde es 1634 bis schließlich 1847 in Privatbesitz gegeben. Nach dem vorläufig letzten Erwerb durch die Stadt wurde hier der Stadtverordnetensaal eingerichtet. Auch bei der letzten Erweiterung des Rathauses über die Pilzläuben hin zur Jüdengasse wurde die aus dem Jahre 1556 stammende Fassade des Eckhauses erhalten. Von 1511 bis 1516 wurde der Rathausturm durch Steinmetz Albrecht Stieglitzer und den Zimmermeister Jobst auf seine heutige Höhe um die 60 Meter erhöht. Der obere Teil hat eine spätgotische Gestalt, der untere stammt aus früheren Zeiten. Die Rathaustreppe an der Ecke zur Brüderstraße wurde 1537/38 von dem berühmten Görlitzer Renaissancebaumeister Wendel Roskopf erbaut, ebenso wie der gegenüberliegende Schönhof. Die Justitia folgte erst im Jahr 1591. Hingegen war das turmseitige Wappen des damaligen Landesherren, des ungarischen Königs Matthias Corvinus, schon 1488 an seiner heutigen Stelle angebracht.

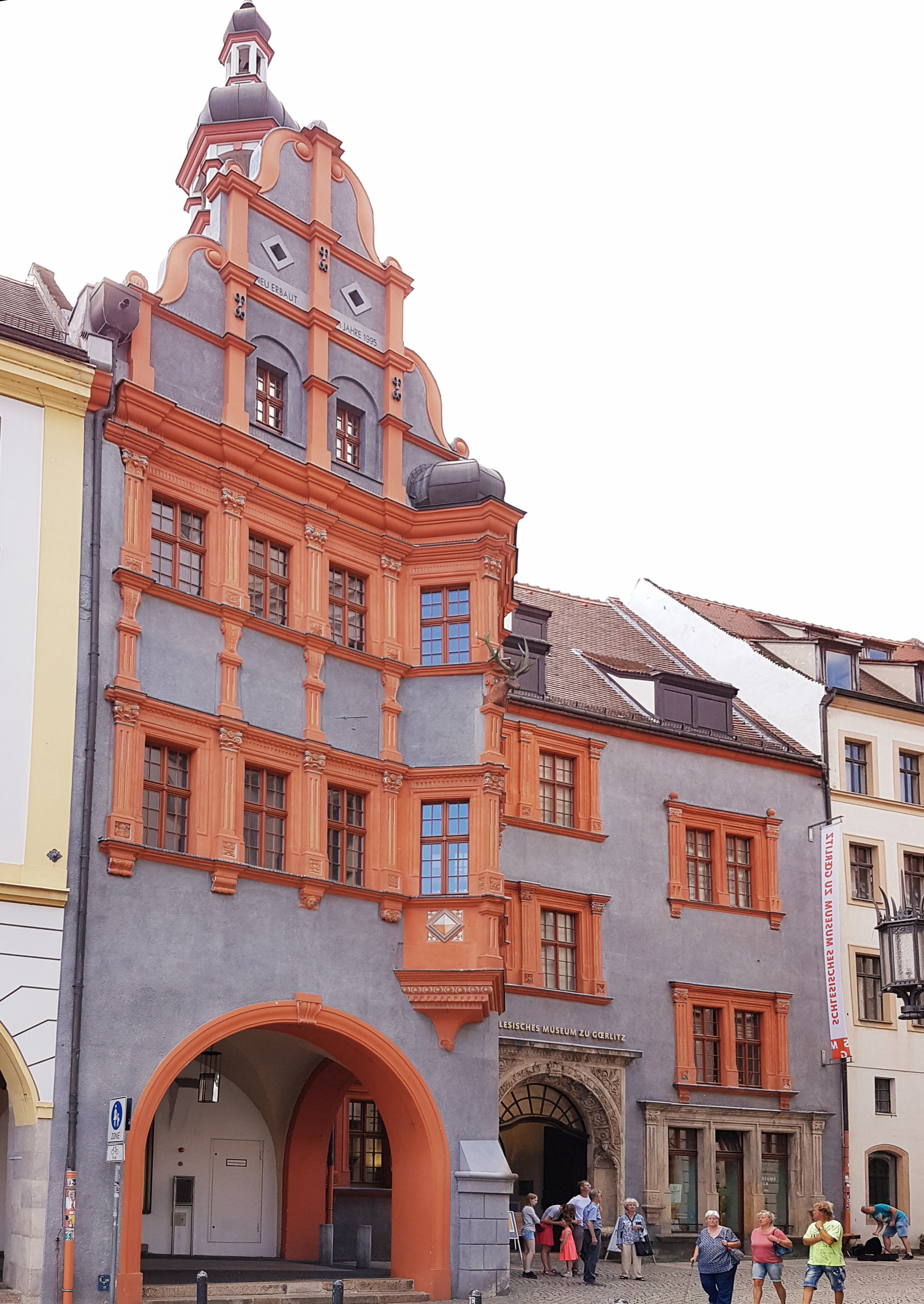
Der Schönhof (Sicht v. Untermarkt)

Die Häuser der südlichen Seite des Untermarktes besitzen einen durchgängigen Langläubengang. Der Schönhof ist wohl das berühmteste Gebäude der Südseite des Platzes. Es ist das älteste bürgerliche Renaissancegebäude (1526) nördlich der Alpen. Bis um 1700 besaß auch dieses Haus wie zahlreiche andere Häuser in Görlitz sehr hohe Giebel, jedoch wurden diese abgebrochen. Im Innern befindet sich noch zahlreicher Deckenschmuck aus der Zeit der Erbauung. Der Schönhof wurde 1909 mit Hilfe des Staates, der Provinz, den Ständen und privaten Geldern von der Stadt aufgekauft und saniert.
Auch das Nachbarhaus, der Frenzelhof verlor 1790 seine Giebel. Der gotische Giebel trug unter anderem die Figuren von Maria mit dem Kinde, Georg mit dem Drachen und Joachim. Großkaufmann Hans Frenzel (1463–1526) erbte den baufällig gewordenen Brauhof 1499 von seinem verstorbenen vermögenden Schwiegervater Caspar Tilicke und baute ihn neu auf.
Das sich östlich anschließende Haus ist unter dem Namen Goldener Baum als Gastwirtschaft bekannt. Es hat eine schlichte Frührenaissancefassade und einen großen Lichthof.
Lediglich das östlichste Haus auf dieser Seite verlor nach einer Verordnung der Stadt 1853 seine drei großen Läubenbögen und wurde in Richtung Süden zurückgebaut.
Der Braune Hirsch ist das Eckhaus Untermarkt/Neißstraße. Es ist eines der weitläufigsten Gebäude der Stadt. Der Hauptausbau mit zumeist barocken Formen geschah im Jahr 1722 durch Johann Christoph Pößner, dessen Wappen das Haus heute noch auf der Marktseite ziert. Markant sind die wuchtigen steinernen Basen, auf denen sich die Säulen der Laubengänge abstützen und die zwölf Pilastern mit den edelgeformten Kapitellen und den konsolenähnlichen Basen, die die Fassade unterteilen.
Die Ratsapotheke zog 1771 aus dem Rathaus Ecke Apothekergasse in das Eckhaus Untermarkt/Peterstraße. Das Haus besitzt auf der Seite der Peterstraße zwei hohe, schlicht gegliederte Giebel. Früher trug auch die Marktseite einen Giebel mit einem Umgang. Die astronomischen Zeichnungen auf der Marktseite stammen aus dem Jahr 1550 von Zacharias Scultetus, einem Bruder von Bartholomäus Scultetus.
Bei der letzten Sanierung des Baus wurde das marktseitige Portal freigelegt.
Zwei Häuser weiter westlich befindet sich der Flüsterbogen. Ihn ziert ein spätgotisches Rundbogenportal, das mit zahlreichen Kreuzblumen und Kanten geschmückt ist. Dank dieses Rundbogens und seiner akustischen Eigenschaft wird er Flüsterbogen genannt.
Im Mai 2014 öffnete im leerstehenden Haus am Untermarkt 1, das einst Georg Emmerich (1422–1507) bewohnt hatte, das Emmerich Hotel. Im Hotel eröffnete im Januar 2020 das Restaurant Horschel, angelehnt an Emmerichs skandalumwobene Liebschaft mit Benigna Horschel.

## Der Neptunbrunnen

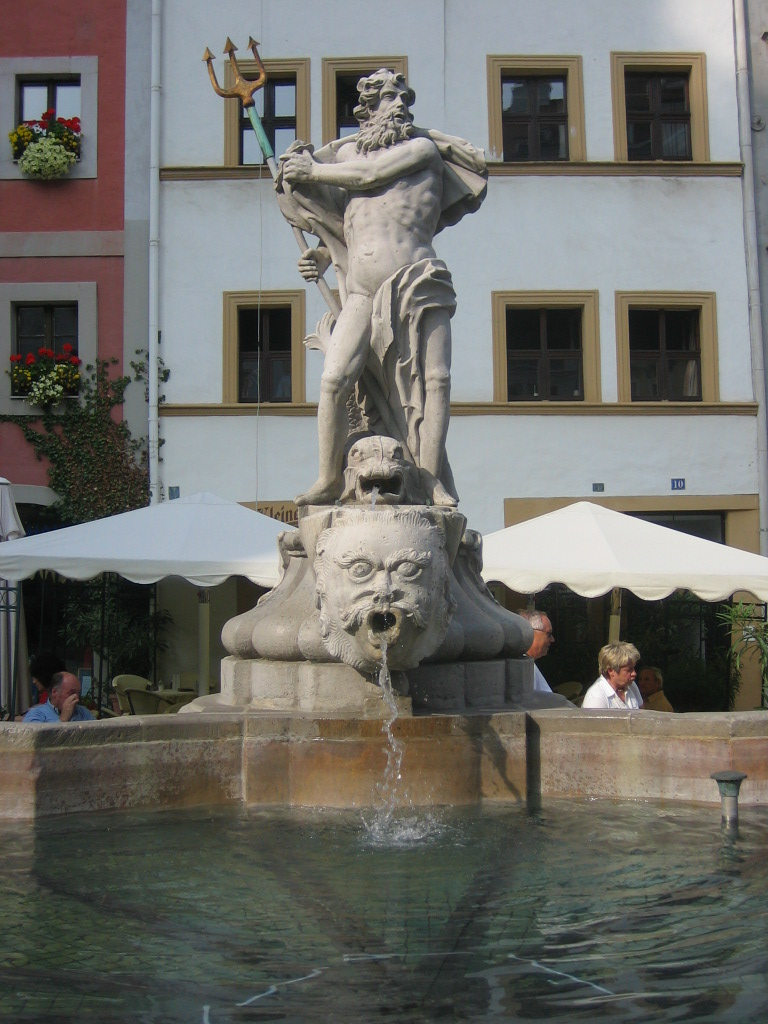
Neptunbrunnen

Der Neptunbrunnen steht auf der südlichen Seite des Platzes einige Meter vor dem Rathaus bzw. der Zeile. Er geht auf das Jahr 1756 zurück und wurde vom Steinmetz Johann Georg Mattausch aus Wenig-Rackwitz bei Löwenberg gefertigt. An der Stelle des Brunnens stand bis ins 17. Jahrhundert ein Röhrkasten „geschmückt mit acht schönen Tugenden“ und eine Säule auf der ein Riese mit dem kaiserlichen Wappen thronte. Dieser wich im 17. Jahrhundert einer einfachen Holzbütte.
Neptun steht erhöht am Rand des großen Brunnenbeckens, unter ihm, zwischen seinen Füßen liegt ein Fisch, der Wasser in eine Art Zwischenbehälter in Form eines Kopfs speit. Aus dem geöffneten Mund dieses Kopfes fließt das Wasser dann in das Brunnenbecken. Im Görlitzer Volksmund trägt die Brunnenfigur auch den Namen Gabeljürgen.

## Bilder

Nördlicher Platzteil
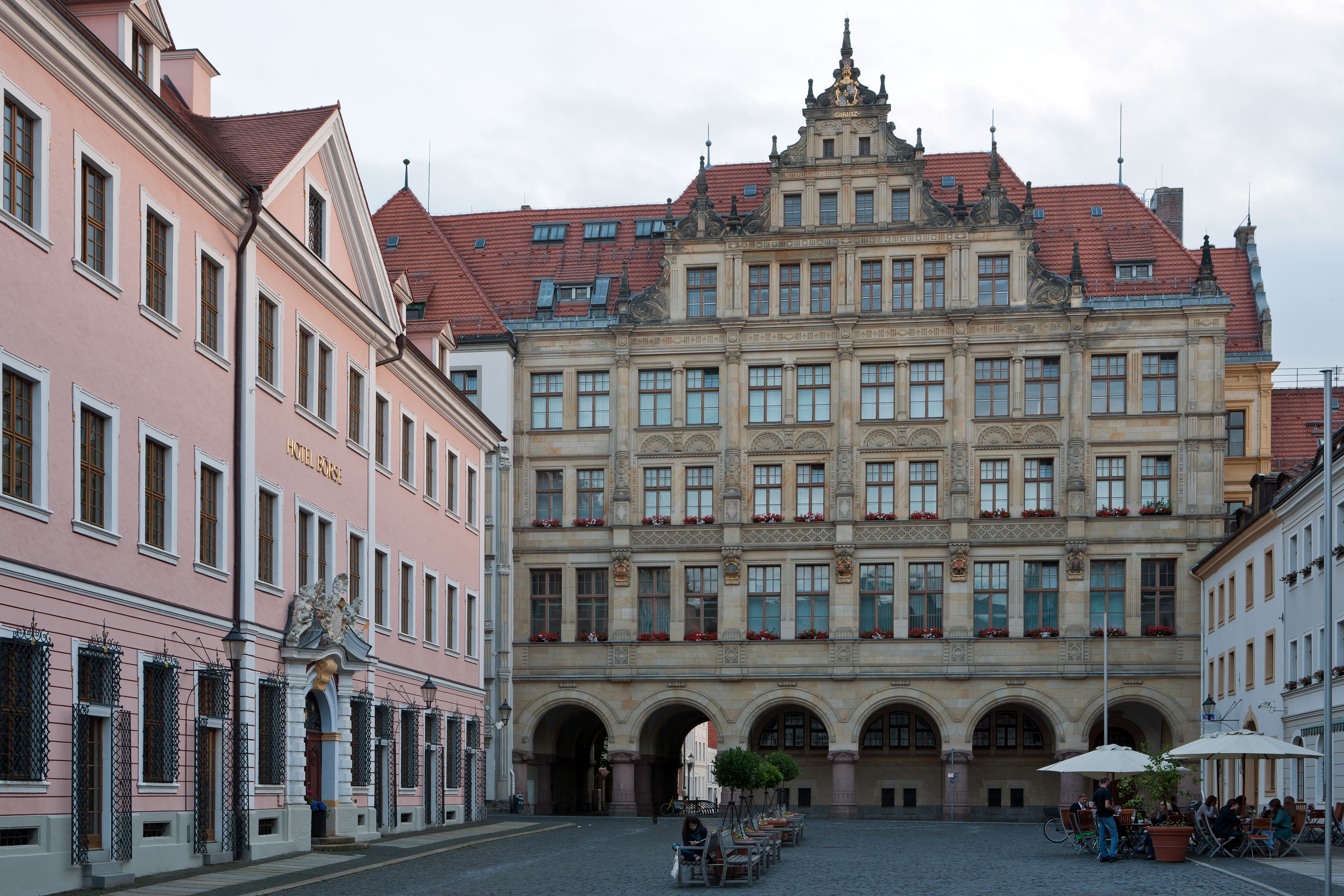
Rathaus (links Hotel Börse)
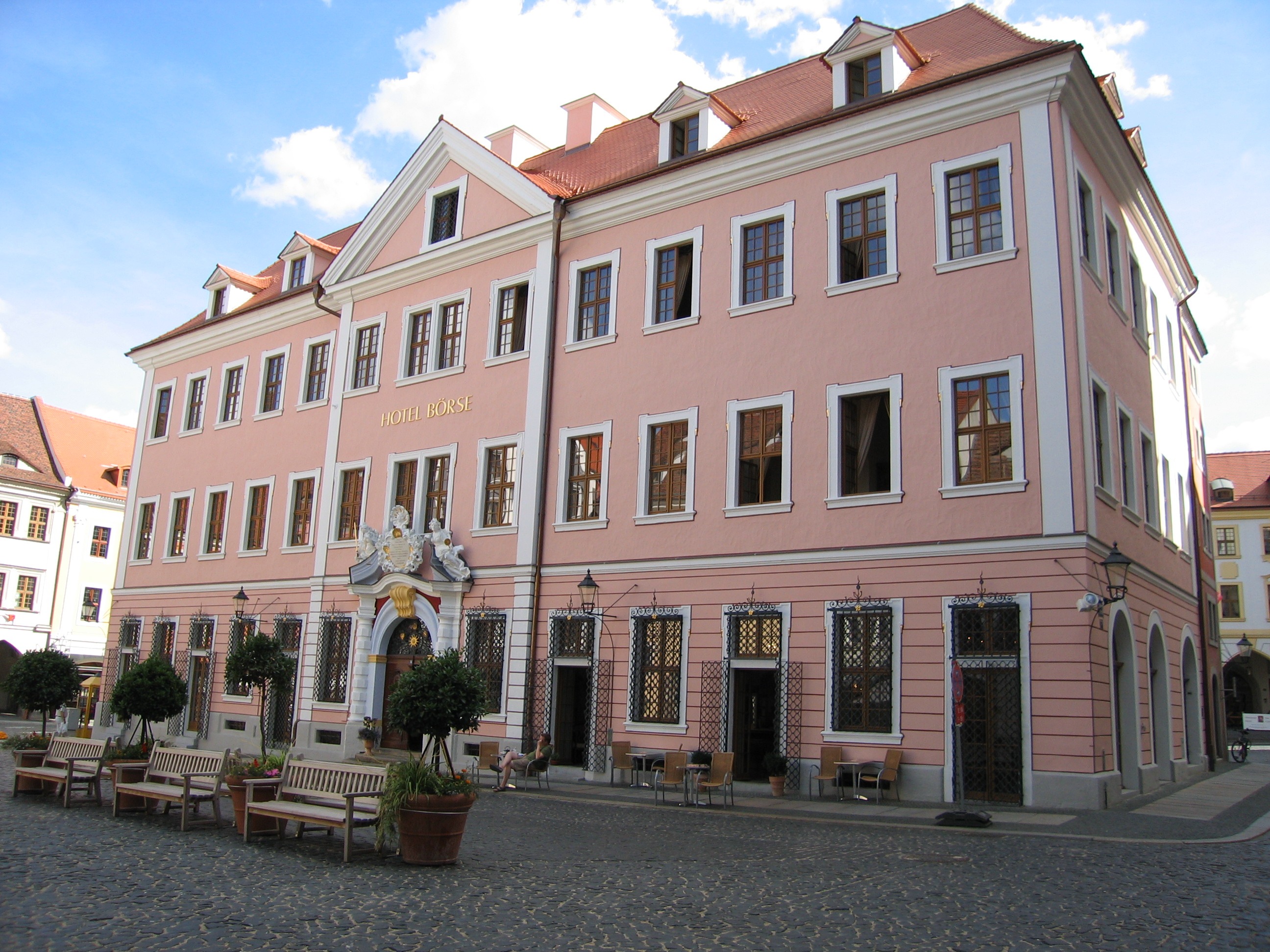
Hotel Börse
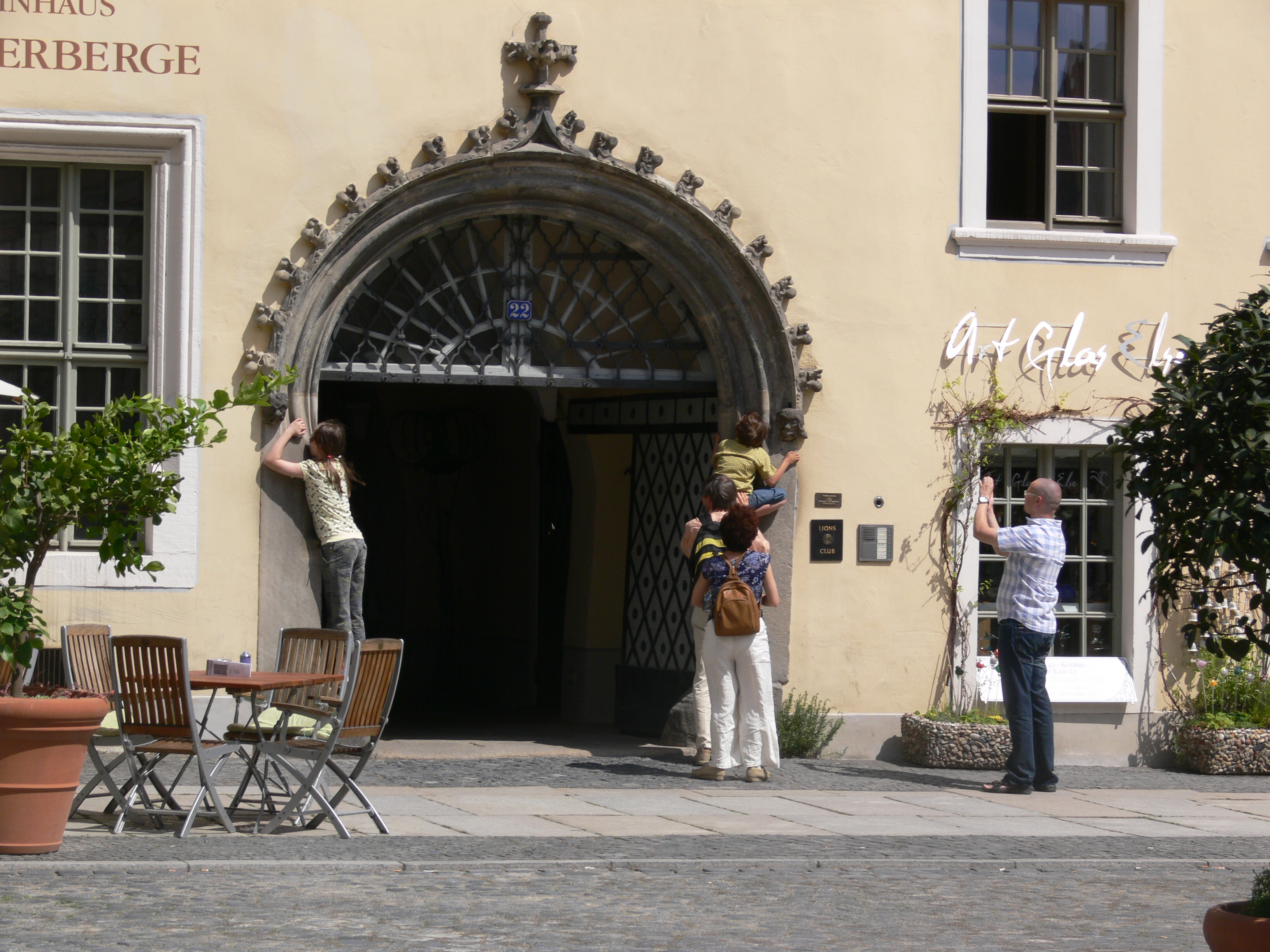
Flüsterbogen Untermarkt 22
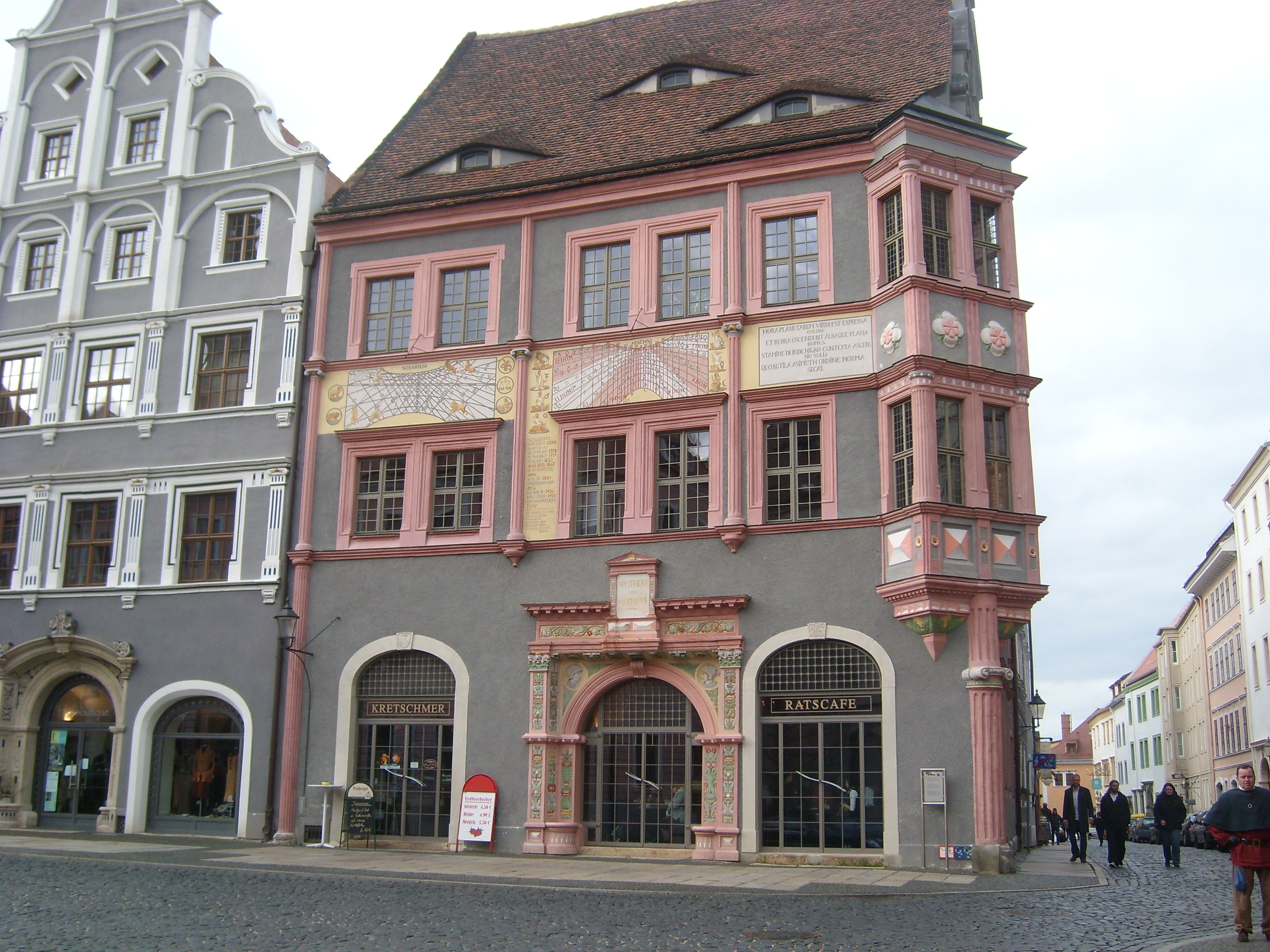
Ratscafe, ehemals die Ratsapotheke

Südlicher Platzteil
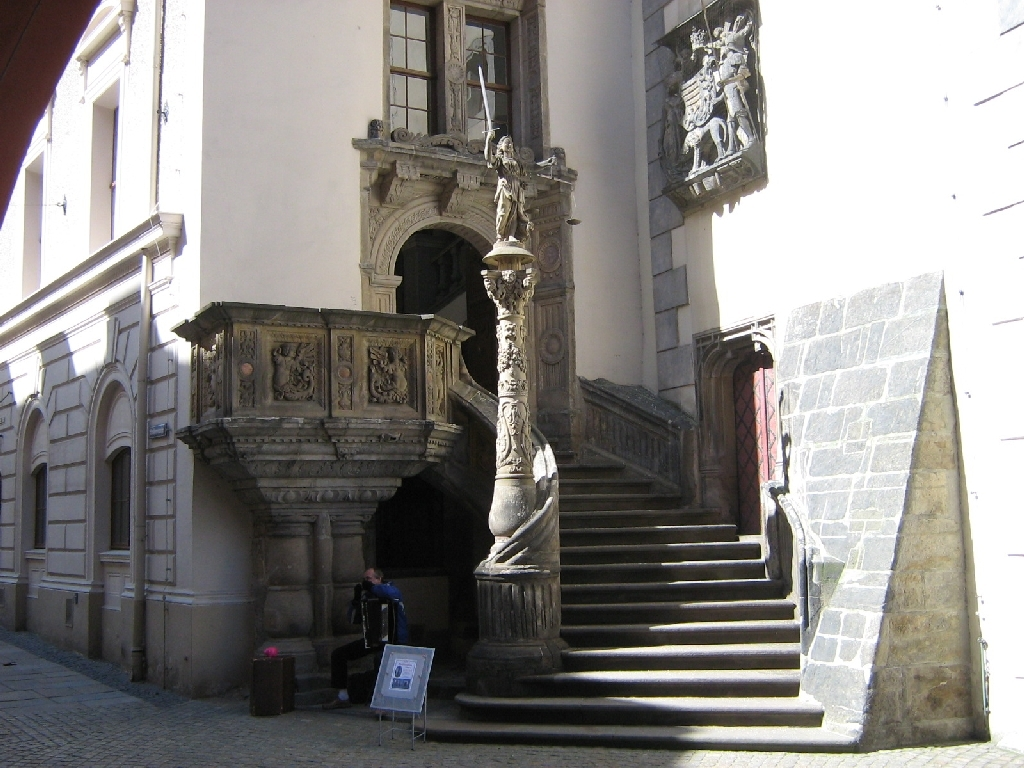
Rathaustreppe mit der Justitiasäule
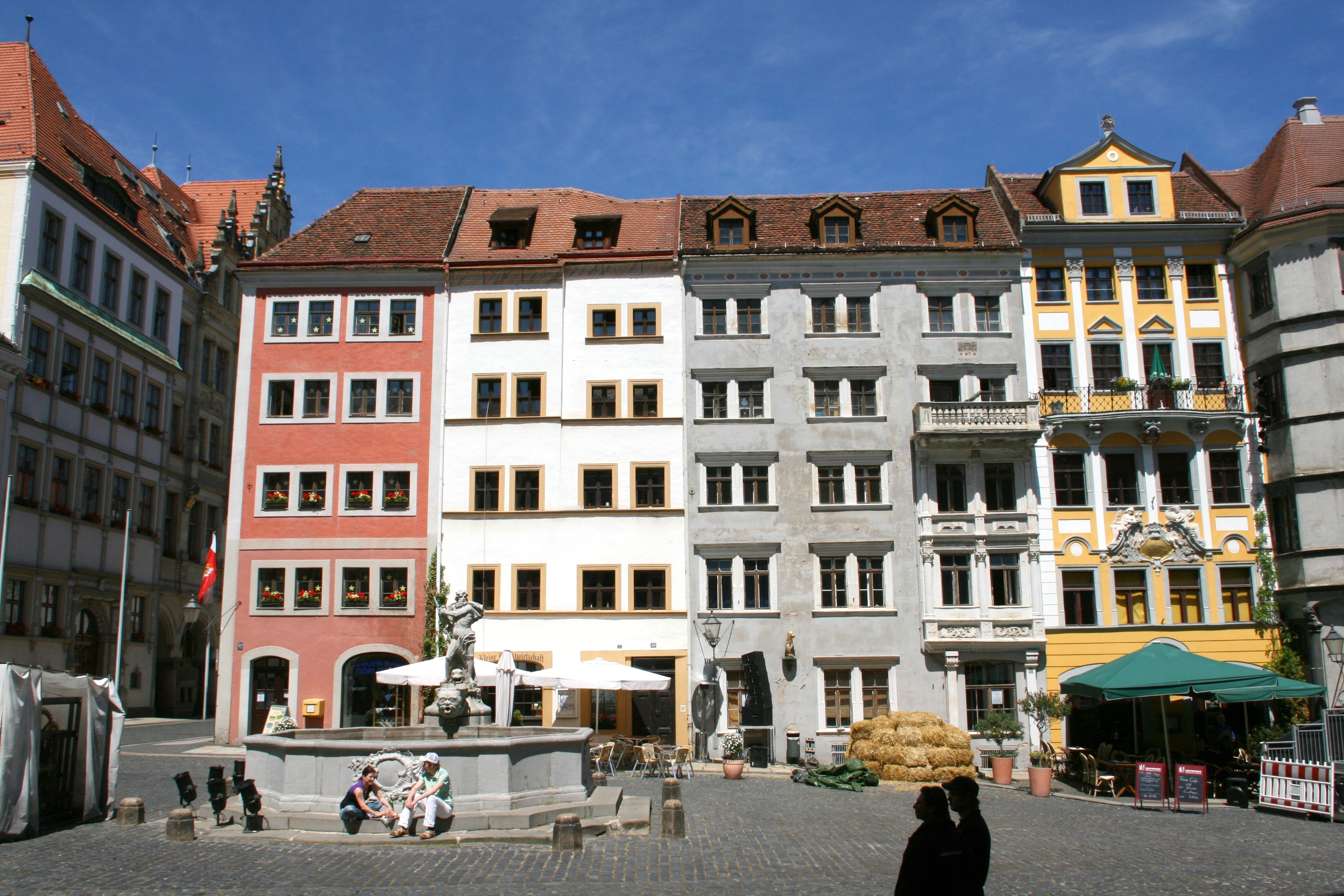
Die „Zeile“, davor der Neptunbrunnen
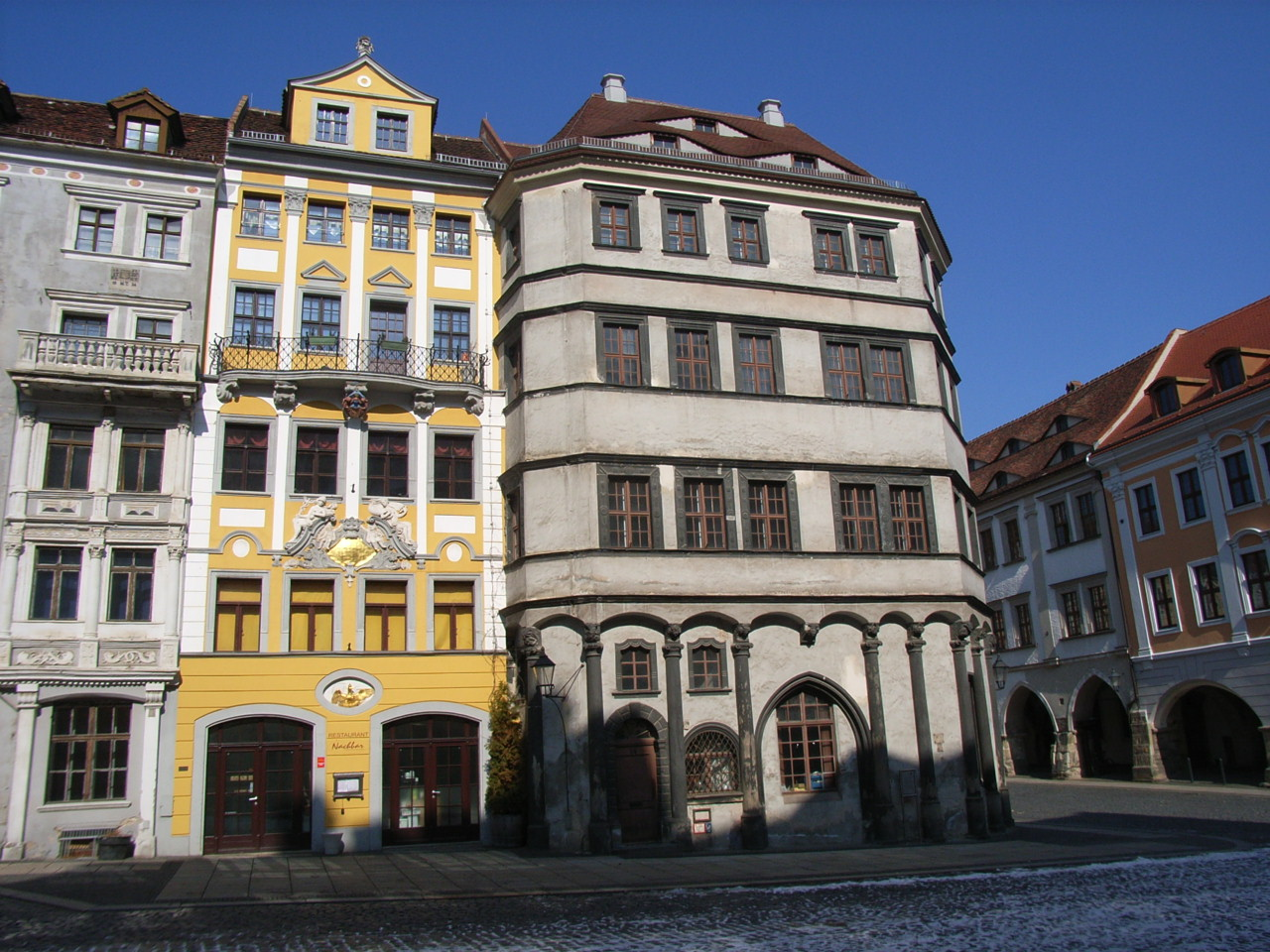
Renaissancehaus „Die Waage“ (rechts)
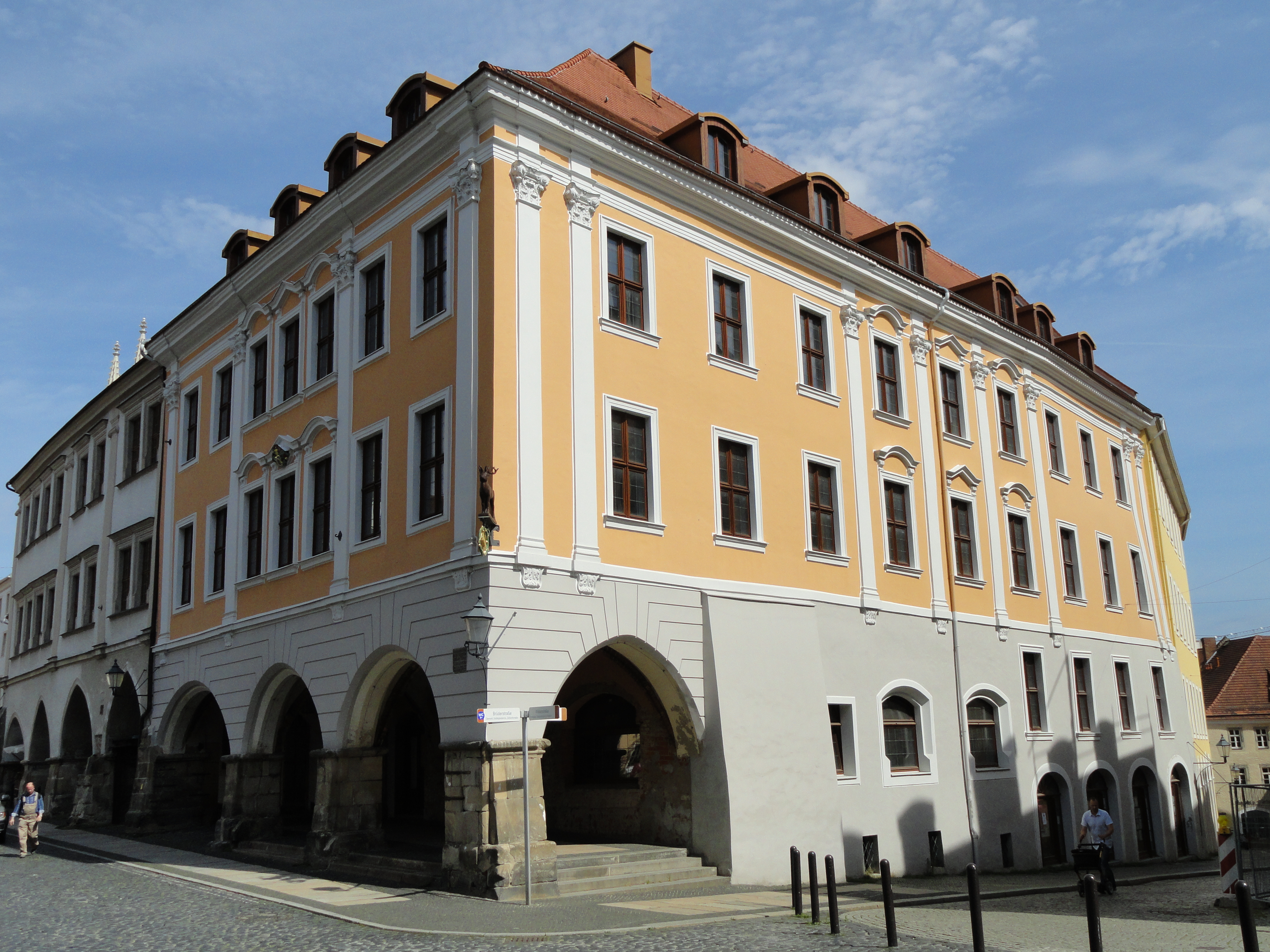
Brauner Hirsch Ostseite d. Platzes
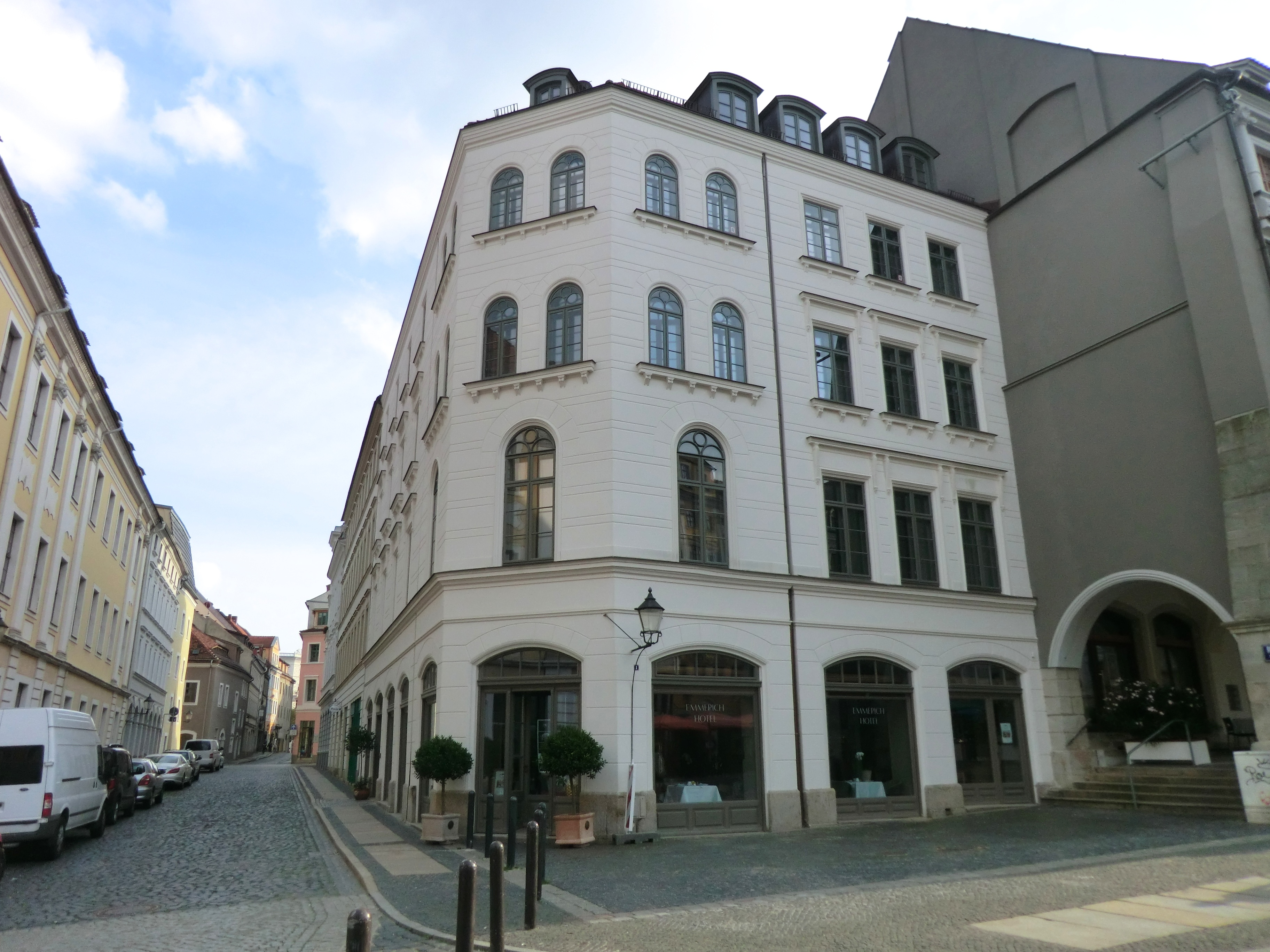
Emmerich Hotel Untermarkt 1
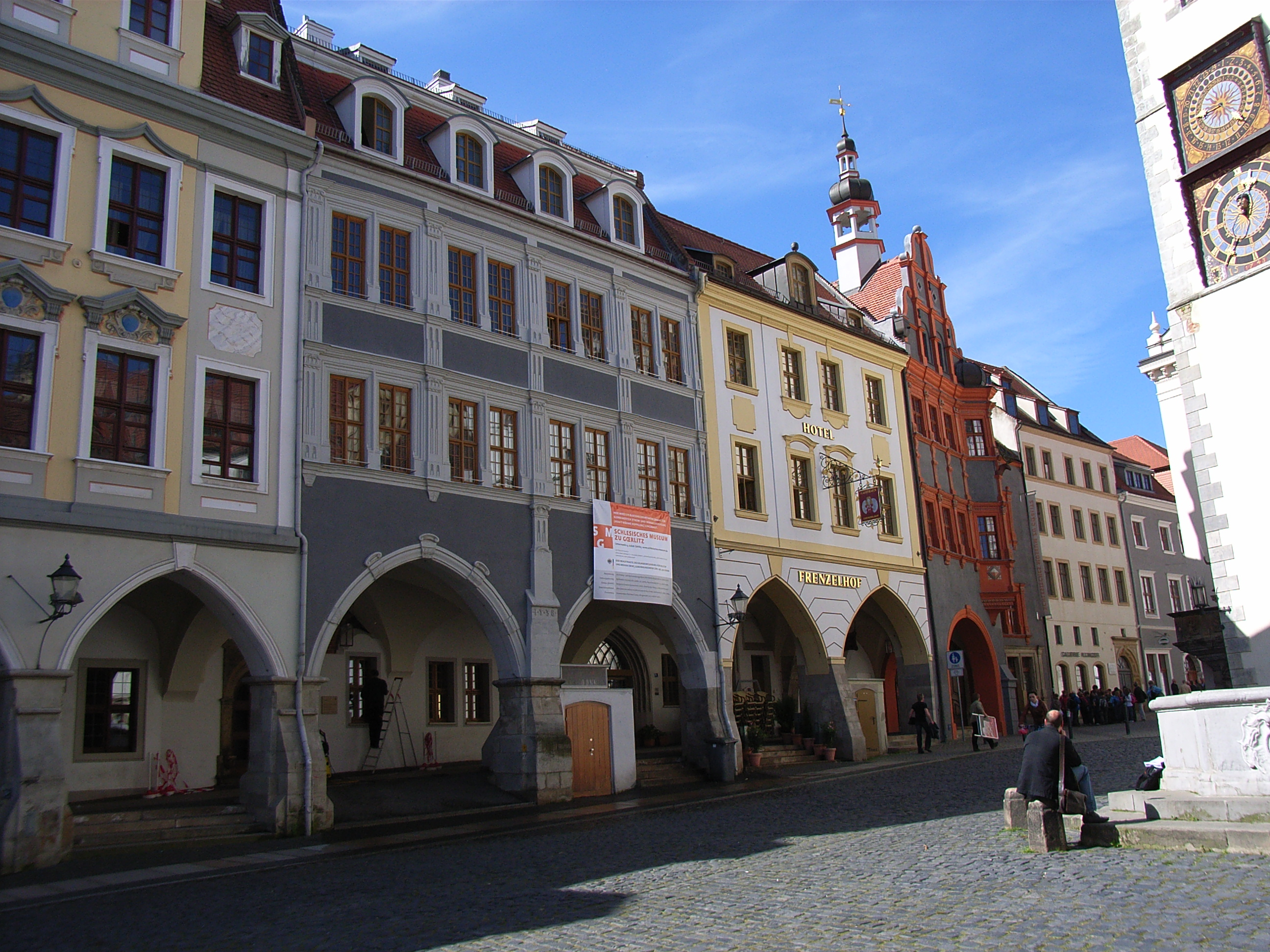
Goldener Baum u. Frenzelhof (Hotels), Schönhof (Museum)